# 拉什塞巴鎮區 (明尼蘇達州奇薩戈縣)
拉什塞巴鎮區（英語：Rushseba Township）是位於美國明尼蘇達州奇薩戈縣的一個行政鎮區。

## 地方資料
拉什塞巴鎮區的面積為78.70平方千米，當中陸地面積為77.60平方千米，而水域面積為1.10平方千米。根據2020年美國人口普查的數據，當地共有人口815人，而人口密度為每平方千米10.36人。